# Стопа (стихосложение)
Стопа́ (лат. pes ← др.-греч. πούς «нога, ступня») — структурная единица стиха; группа слогов, выделяемая и объединенная иктом, ритмическим ударением в стихе. Стопу можно рассматривать как «квант» стиха, предел его ритмического деления; такой «квант» состоит из сильной доли, определяемой иктом, и слабой доли, смежной с сильной и заполняющей временно́е пространство по необходимости ритма. Термин восходит к периоду VIII—VII вв. до н. э. и указывает на первоначальное единство стиха, музыки и танца.

## Стопа в метрическом стихосложении

### Сильная и слабая доля
Сильная доля стопы, которая определяется иктом, называется арсис (ἄρσις), слабая — тесис (θέσις). До V—IV вв. до н. э. термины имели противоположные значения; арсисом называлось восходящее движение (нога поднималась), тесисом — нисходящее движение (нога ударяла о землю). В метрическом стихосложении в стопе сильная доля формируется как правило долгим слогом, или первым из долгих слогов, если долгих слогов несколько; напр. дактиль —́UU, амфибрахий U—́U, бакхий U—́ —, ионик восходящий UU—́ —.

### Количество стопы
Один из принципов метрического стихосложения — фиксированное количество времени, отводимое установленному виду стиха — определяет первую характеристику стопы, её длительность, или количество. Стопа делится на временны́е отрезки, посредством которых измеряется её количество. Такой элементарный временной отрезок называется мора (лат. mora, соответствует др.-греч. χρόνος πρῶτος). Количество мор определяет просодическое время, необходимое для произнесения слога или стопы. При этом считается, что долгий слог занимает две моры, короткий — одну. Количественный состав стопы колеблется от двух до десяти мор.

### Качество стопы
Этот же принцип, вместе с главным свойством квантитативных языков, оппозицией долгих гласных/слогов кратким, определяет вторую характеристику стопы — её слоговый состав, или качество. Стопы одинакового количества могут иметь разное качество, то есть занимая одинаковое просодическое время, состоять из разного числа слогов. Например, количественно равны трибрахий (UUU) и ямб (U—), занимающие 3 моры, дактиль (—UU) и спондей (— —), занимающие 4 моры. Это свойство стопы определяет наличие таких фонетических явлений как, например, ипостаса (изменение длины стопы по слогам, но сохранение по морам).

### Трансформация стопы
В некоторых случаях такие стопы как спондей (—́ —), дактиль (—́UU), анапест (UU—́), в своей номинальной длительности равняясь 4 морам, сводились к длительности ямба (U—́) или трохея (—́U), то есть произносились не в 4, а в 3 моры. При этом, вероятно, долгий слог произносился в 1½ моры, а краткий — в ¾ (так называемые, «иррациональные» стопы). Ускорение темпа таким образом представляется вполне естественным при музыкально-вокальном исполнении метрического стиха, особенно в хоровой лирике. К подобной трансформации поэт прибегал, как правило, по требованиям ритма (т. н. metri causa), либо с целью определённого художественного эффекта.

### Наиболее распространенные стопы
Двух- и трёхсложные стопы, восходящие к простым двудольным и трехдольным музыкальным размерам (2/4 и 3/4) считаются простыми, остальные — сложными. Сложные 5-сложные стопы использовались главным образом в хоровой лирике и позже драме, часто формируя размер, уникальный для стиха и произведения.
|        | Простые                  | Простые                                                                 | Сложные | Сложные                                                                          |
|        | 2-сложные                | 3-сложные                                                               | 4-сложные | 5-сложные                                                                        |
| ------ | ------------------------ | ----------------------------------------------------------------------- | --- | -------------------------------------------------------------------------------- |
| 2 моры | UU дибрахий (пиррихий)   |                                                                         | |                                                                                  |
| 3 моры | -U трохей (хорей) U- ямб | UUU трибрах(ий)                                                         | |                                                                                  |
| 4 моры | -- спондей               | U-U амфибрахий UU- анапест -UU дактиль                                  | UUUU прокелевсматик (дипиррихий)                                                                                      |                                                                                  |
| 5 мор  |                          | -U- амфимакр (кретик) --U антанапест (антибакхий) U-- триподий (бакхий) | -UUU пеон 1-й U-UU пеон 2-й UU-U пеон 3-й UUU- пеон 4-й                                                               |                                                                                  |
| 6 мор  |                          | --- молосс (тримакр, экстенсипес)                                       | U--U антиспаст (ямбхорей) U-U- диямб UU-- ионик восходящий --UU ионик нисходящий -U-U дихорей (дитрохей) -UU- хориямб | -UUUU промакр U-UUU парапик UU-UU месомакр UUU-U пиррихотрохей UUUU- пиррихиямб  |
| 7 мор  |                          |                                                                         | U--- эпитрит 1-й -U-- эпитрит 2-й --U- эпитрит 3-й ---U эпитрит 4-й                                                   | UU--U антамебей UUU-- дасий U-UU- киприй                                         |
| 8 мор  |                          |                                                                         | ---- диспондей | --UU- амебей U--U- дохмий −U−U− гиподохмий ---UU молоссопиррихий U-U-- париамбод |
| 9 мор  |                          |                                                                         | | U---- пробрахий --U-- месобрахий ---U- молоссиямб                                |
| 10 мор |                          |                                                                         | | ----- молоссоспондей                                                             |

## Стопа в силлабо-тоническом стихосложении
Термин «стопа» (вместе с другими понятиями античной метрики), был адаптирован в русском стихосложении. Стопой обозначалась ритмическая группа из одного ударяемого и одного или двух (редко трёх) неударяемых слогов. В русском силлабо-тоническом стихосложении получили распространение пять стоп:
Хорей: —U → ÚU
Ямб: U— → UÚ
Дактиль: —UU → ÚUU
Амфибрахий: U—U → UÚU
Анапест: UU— → UUÚ
Особым случаем является адаптированный спондей: —— → ÚÚ. При адаптации спондея, при соблюдении принципа адаптации «долгий в ударный», возникает стопа с двумя ударениями, что нарушает определение стопы как группы слогов, объединенной одним ритмическим ударением. Тем не менее теоретиками русского силлабо-тонического стихосложения такой спондей рассматривался наравне с прочими стопами.
В русском языке превалирующую частотность имеют слова в 3, 4 и 5 слогов; так как в пределах слова присутствует только одно главное ударение, представление русского стиха в адаптированных стопах нивелирует функцию стопы как конструктивного ритмического элемента стиха.
Например, номинальный четырехстопный ямб UÚ|UÚ|UÚ|UÚ в стихе «Бы́л крокоди́л кня́зь, во́лхв, жре́ц, во́ждь» (Г. Р. Державин) приобретает вид ÚU|UÚ|ÚÚ|ÚÚ; ямб первой стопы заменяется трохеем, третьей и четвертой — спондеем, что приводит к нарушению ритма; в ст. «Адмиралте́йская игла́» (UU|UÚ|UU|UÚ) ямб первой и третьей — пиррихием; в ст. «Мой дя́дя, са́мых че́стных пра́вил, // когда́ не в шу́тку занемо́г» (А. С. Пушкин) (UÚ|UÚ|UÚ|UÚ|U // UÚ|UÚ|UU|UÚ) ямб восьмой — пиррихием; и т. п. При этом вторичные ударения слов, которые могут занимать сильные позиции в стопах, динамически несоизмеримы с главными и как элемент ритмообразующего механизма рассмотрены быть не могут. (Предпринимались попытки истолковать это явление, адаптируя понятие ипостасы, в частности В. Я. Брюсовым. Однако в применении к силлабо-тонике концепция ипостасы приводила к некоторым неразрешимым противоречиям; см. Ипостаса.)
Во всех таких случаях стих формально перестаёт быть ямбом; он может получать различное стоповое представление, напр. «Когда не в шутку занемог» можно представить как в виде UÚ|UÚ|UUUÚ (ямб + ямб + пеон 4-й), так в виде UÚ|UÚU|UUÚ (ямб + амфибрахий + анапест), так в виде UÚ|UÚUU|UÚ (ямб + пеон 2-й + ямб) и т. п. В этом случае более корректно утверждение, что стих является [адаптированным] логаэдом. Логаэд, являясь специфически силлабо-метрическим явлением, в античности рассматривался не как фиксированная группа определённых стоп, но как самостоятельная структурная единица, по аналогичной причине. Отсюда в современной теории русского стихосложения появляется тенденция отказаться от понятия стопы и считать основной ритмической единицей собственно стих.